# Джіха
Джіха (груз. ჯიხა) — село в Грузії.
За даними перепису населення 2014 року в селі проживає 249 осіб.